# Кинолошки савез Републике Српске
Кинолошки савез Републике Српске је организација која окупља сва кинолошка друштва на територији Републике Српске. Кинолошки савез Републике Српске организује кинолошке манифестације, изложбе паса, оцјенске смотре паса, сајмове и тамкичења у Републици Српској. Савез поред кинолошких друштава окупља и обучава судије који врше суђења на кинолошким изложбама и такмичењима у Републици Српској.
Савез сарађује са Министарством пољопривреде, шумарства и водопривреде Републике Српске јер је област узгајање паса уско повезана са ловом и роболовом у Републици Српској. КСРС сарађује и са Кинолошким савезом Републике Србије од првог дана оснивања. Један од главних задатака КСРС је популаризација, развој и унапређење кинологије на простору Републике Српске. Сједиште савеза се налази у Видовданској улици 49 у Бањалуци.

## Организација савеза
Управни одбор Кинолошког савеза Републике Српске поред председника и потпредседника чине 7 сталних чланова.
- Председник управног одбора КСРС: Predrag Uzelac

```
Потпредседник управног одбора КСРС:
```

- Председник скупштине КСРС: Danjko Siniša
- Потпредседник скупштине КСРС:
- Секретар савеза: Бојан Ченић

### Комисије савеза
- Статутарна комисија Кинолошког савеза Републике Српске је стастављена од 5 сталних чланова.
- Надзорни одбор
- Дисциплинска комисија

Дисциплински тужилац
- Комисија за кадрове и манифестације
- Комисија за односе са јавношћу
- Судије Кинолошког савеза Републике Српске

## Кинолошка друштва Реопублике Српске
- Кинолошко друштво „Семберија“, Бијељина
- Кинолошко друштво „Дервента“, Дервента
- Кинолошко друштво „Прим. др Зоран Јањушевић“, Добој
- Кинолошко друштво „Приједор“, Приједор
- Кинолошко друштво „Српска Костајница“, Слабиња
- Кинолошко друштво „Србац“, Разбој
- Кинолошко друштво „Требиње“, Требиње
- Кинолошко друштво „Челинац“, Челинац
- Кинолошко друштво „Теслић“, Теслић
- Кинолошко друштво „Пале“, Пале
- Кинолошки клуб „Одгајивача и љубитеља паса гонича“
- Кинолошко друштво „Регионално кинолошко друштво Дрина“, Вишеград
- Кинолошко друштво МУП РС, Центар за обуку службених паса, Братунац
- Кинолошко друштво „Мој пас“, Градишка
- Кинолошко друштво „Козарска Дубица“, Козарска Дубица
- Кинолошко друштво „Клуб добермана Републике Српске“, Баљалука
- Кинолошко друштво „Братунац“, Братунац
- Кинолошко друштво „Теријер клуб — Козлук“, Козлук
- Кинолошко друштво „Лакташи“, Лакташи
- Кинолошко друштво „Шапшица“, Лакташи
- Кинолошко друштво „Клуб њемачких овчара“, Баљалука
- Кинолошки клуб „Ретривер клуб Републике Српске“, Бања Лука
- Кинолошки клуб „Бернардинац клуб“, Бања Лука

## Историјат
Прво кинолошко друштво у Републици Српској основано је 1994. у Бањој Луци, а потом су формирана кинолошка друштва у Прњавору (1995) и Градишци (1996). Та друштва представљала су окосницу Кинолошког савеза Републике Српске, које је основано марта 1996. у Бањој Луци. На оснивачкој скупштини су присуствовали представници свих тада активних кинолошких друштава Републике Српске, представници Кинолошког савеза Републике Србије, и представници тадашњег Југословенског кинолошког савеза. Кинолошки савез Републике Српске је тада постао члан Југословенског кинолошког савеза. Први предсједник Савеза био је проф. Миленко Шарић, потпредсједници Раде Пајић и Небојша Шврака, а секретар Мирослав Гајић. Формирање Савеза омогућило је њеним чланицама пријављивање легала, уз важеће родовнике, преко Југословенског кинолошког савеза / Кинолошког савеза Србије. Мирослав Гајић је, такође, изабран за првог делегата КСРС при Југословенском кинолошком савезу Основна дјелатност Савеза је: усмјеравање и унапређење кинолошког рада и вођење кинолошке политике у Републици Српској, координисање дјеловања чланова Савеза, предлагање прописа који се односе на кинолошку дјелатност, сарадња са Ловачким савезом Републике Српске и надлежним државним тијелима и службама, рад на унапређењу аутохтоних раса паса, рад на оспособљавању и стручном усавршавању кинолошких кадрова и др. Године 1996. организоване су прве кинолошке манифестације у Републике Српске, под патронатом Кинолошког савеза Републике Српске и уз техничку помоћ Кинолошког савеза Србије и Југословенског кинолошког савеза. Те године, поред осталог, одржана је прва оцјенска смотра паса свих раса, у организацији Кинолошког друштва Градишка; одржани су први
испити урођених особина за ловачке псе, у организацији кинолошких друштава из Козарске Дубице и Градишке; у Бијељини је одржан први збор кинолошких судија и приправника. Кинолошки савез Републике Српске један је од три оснивача кровне кинолошке организације на нивоу БиХ – Уније кинолошких савеза у БиХ (од 2012. Кинолошког савеза у БиХ), посредством које остварује
чланство у Међународној кинолошкој федерацији. Године 2022. Кинолошки савез Републике Српске чинило је 27 кинолошких удружења и расних клубова, а имао је и 30 кинолошких судија – 18 међународних и 12 државних.